# رامکو، استرالیای جنوبی
رامکو (به انگلیسی: Ramco) یک شهرک در استرالیا است که در استرالیای جنوبی واقع شده‌است.